# Jan Wilkowski (zm. 1533)
Jan Wilkowski z Czemierzowic herbu Pobóg (zm. w 1533 roku) – chorąży kamieniecki w latach 1520-1533.
Poseł na sejm krakowski 1523 roku z województwa podolskiego.